# Vuomarivier
De Vuomarivier (Zweeds: Vuomajåkka of Vuomajohka) is een beek binnen de Zweedse  gemeente Kiruna. De beek verzorgt de afwatering van een moeras nabij het Vuomameer. De rivier stroomt naar het zuiden weg en levert haar water af aan de Pulsurivier. Ze is circa 10 kilometer lang. Een paar honderd meter ten noorden van de bron van deze rivier ontstaat de Vuomatsjuolmarivier.
Afwatering: Vuomarivier → Pulsurivier → Lainiorivier → Torne → Botnische Golf.